# رافال بيجوس
رافال بيجوس (بالبولندية: Rafał Bigus)‏ (و. 1976  م) هو لاعب كرة سلة بولندي، ولد في ستارغارد زتسيسينسكي، مركز لعبه هو الوسط.

## روابط خارجية
- رافال بيجوس على موقع الاتحاد الدولي لكرة السلة (الإنجليزية)
- رافال بيجوس على موقع كرة السلة الأوروبية.كوم (الإنجليزية)
- رافال بيجوس على موقع كلية كرة السلة في سبورتس رفرنس.كوم (الإنجليزية)
- رافال بيجوس على موقع ريلجم (الإنجليزية)
- رافال بيجوس على موقع بروبوليرز (الإنجليزية)
- رافال بيجوس على موقع سبورتس رفرنس (الإنجليزية)